# Sitio de Odawara (1569)
El asedio de 1569 a este castillo fue el segundo después del intento de Uesugi Kenshin en 1561. En aquella ocasión, el ejército de Kenshin se retiró después de tres meses sin lograr tomarlo debido a la falta de provisiones. 
Después de fallar en asediar los castillos Hachigata y Takiyama en 1568, Takeda Shingen se dirigió en contra del castillo principal del clan Hōjō tardío, el castillo Odawara. El asedio sólo duró tres días, después de los cuales quemaron el pueblo y se retiraron.
De esta forma, los primeros dos primeros asedios que había vivido el castillo habían resultado infructuosos para los atacantes, historia que cambiaría con el asedio de 1590.